# 廁所明器

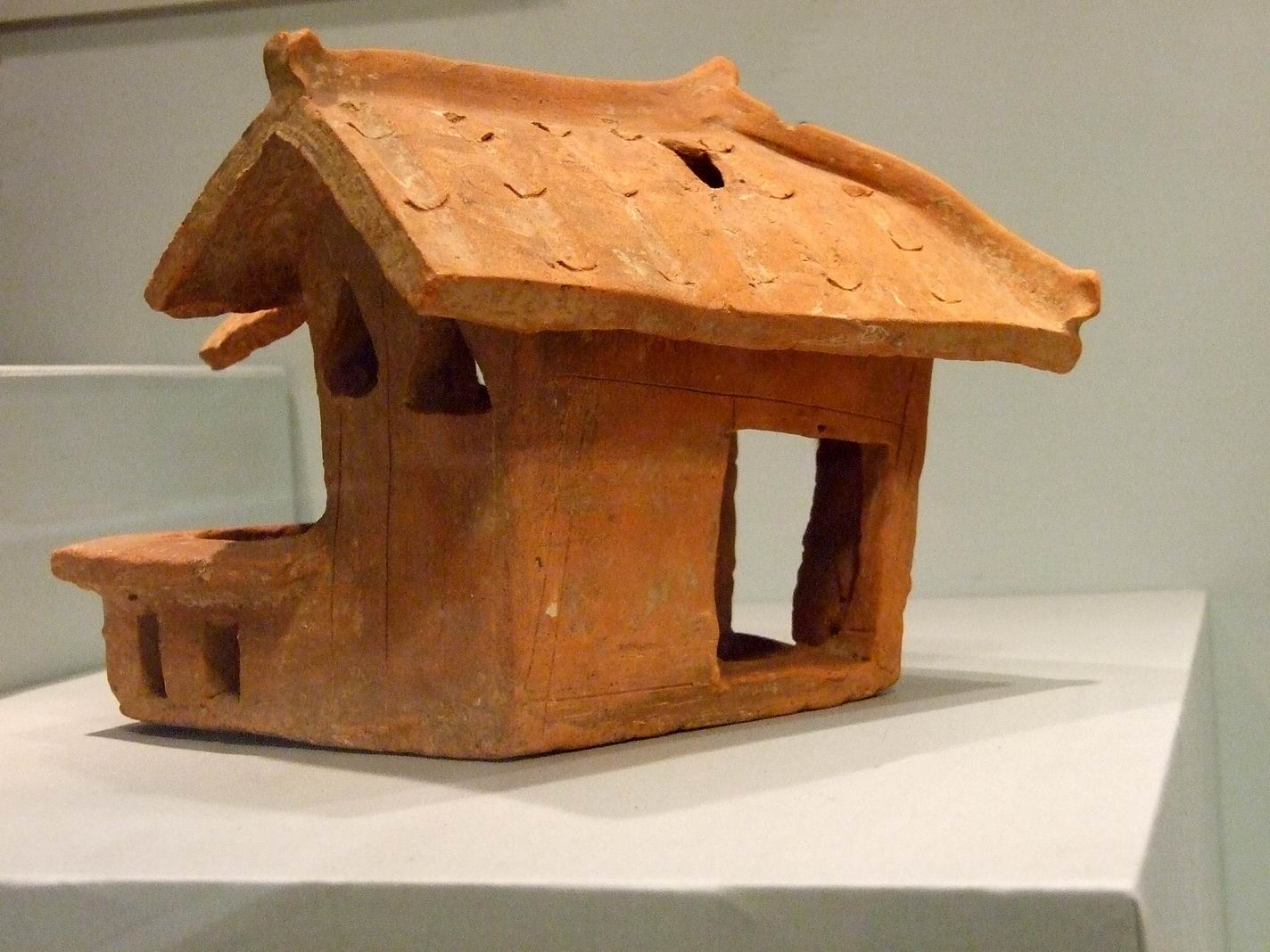
香港李鄭屋漢墓出土的陶製明器

廁所明器是其中一種漢代流行的明器。

## 背景資料
所謂明器，是指「冥中所用之器也」。明器只供喪葬，不能實用，故又有「人器實，鬼器虛」之言。漢代盛行著「以生事死」的觀念，如王充《論衡．譏日篇》言：「推生事死，推人事鬼。見生人有飲食，死為鬼當能復飲食，感物思親，故祭祀也。」由於漢人相信人死後的生活會與在生時一樣，為了讓死者死後的生活能過得好一點，漸漸出現了模仿人生前所用的日常用品而製作的明器。至於明器的種類繁多，主要可分為建築物、交通工具、人型或動物型的公仔、日常用品和有特別意義的擺設。

## 何謂廁所明器
漢代的廁所明器，往往是和豬圈結合的豬廁，其可分為單廁與豬圈結合式和雙廁與豬圈結合式。

### 單廁與豬圈結合式
這種廁所多架築於豬圈之上，廁內地板開有長方形便坑，下通豬圈，排泄物可由此落入圈內。有的廁所還在牆壁上開有小窗以通風。

### 雙廁與豬圈結合式
往往建於長方形豬圈的兩側或對角，廁內有便坑分別下通豬圈，此類廁所的設計較第一類精巧。

## 相關資料連結
- 糧倉明器
- 居室明器
- 陶灶明器
- 陶井明器